# Kolyšlejskij rajon
Il Kolyšlejskij rajon (in russo Колышлейский район?) è un rajon dell'Oblast' di Penza, nella Russia europea. Istituito nel 1928, il suo capoluogo è Kolyšlej.